# Bob Ponsen
Bob Ponsen (Amsterdam, 22 mei 1947 – Laren, 16 september 2010) was een voormalig voetballer van FC Wageningen en SC Amersfoort.
Ponsen brak door bij Gooiland dat uitkwam in de toenmalige tweede divisie. Na de opheffing van de tweede divisie maakte de middenvelder de overstap naar FC Wageningen. In het seizoen 1973/74 promoveerde hij met de Wageningers via de nacompetitie naar de eredivisie. Na de degradatie een jaar later vervolgde Ponsen zijn carrière bij SC Amersfoort waar hij zijn semiprofloopbaan in 1979 beëindigde.

## Carrièrestatistieken
| Seizoen         | Club            | Land            | Competitie      | Competitie | Competitie | Beker | Beker | Internationaal | Internationaal | Overig | Overig | Totaal | Totaal |
| Seizoen         | Club            | Land            | Competitie      | Wed.       | Dlp.       | Wed.  | Dlp.  | Wed.           | Dlp.           | Wed.   | Dlp.   | Wed.   | Dlp.   |
| --------------- | --------------- | --------------- | --------------- | ---------- | ---------- | ----- | ----- | -------------- | -------------- | ------ | ------ | ------ | ------ |
| 1970/71         | Gooiland        | Nederland       | Tweede divisie  | –          | 4          | –     | 0     | 0              | 0              | 0      | 0      | –      | 4      |
| 1971/72         | FC Wageningen   | Nederland       | Eerste divisie  | –          | 1          | –     | 0     | 0              | 0              | 0      | 0      | –      | 1      |
| 1972/73         | FC Wageningen   | Nederland       | Eerste divisie  | –          | 4          | –     | 0     | 0              | 0              | –      | 0      | –      | 4      |
| 1973/74         | FC Wageningen   | Nederland       | Eerste divisie  | –          | 4          | –     | 0     | 0              | 0              | –      | 1      | –      | 5      |
| 1974/75         | FC Wageningen   | Nederland       | Eredivisie      | –          | 3          | –     | 0     | 0              | 0              | 0      | 0      | –      | 3      |
| 1975/76         | SC Amersfoort   | Nederland       | Eerste divisie  | –          | –          | –     | 0     | 0              | 0              | 0      | 0      | –      | –      |
| 1976/77         | SC Amersfoort   | Nederland       | Eerste divisie  | –          | –          | –     | 0     | 0              | 0              | 0      | 0      | –      | –      |
| 1977/78         | SC Amersfoort   | Nederland       | Eerste divisie  | –          | –          | –     | 0     | 0              | 0              | 0      | 0      | –      | –      |
| 1978/79         | SC Amersfoort   | Nederland       | Eerste divisie  | –          | –          | –     | 0     | 0              | 0              | 0      | 0      | –      | –      |
| Carrière totaal | Carrière totaal | Carrière totaal | Carrière totaal | –          | –          | –     | 0     | 0              | 0              | –      | 1      | –      | –      |